# Liste der Biografien/Rieh
Liste der Biografien |
Portal Biografien |
Personensuche
# |
A |
B |
C |
D |
E |
F |
G |
H |
I |
J |
K |
L |
M |
N |
O |
P |
Q |
R |
S |
T |
U |
V |
W |
X |
Y |
Z |
?
 
Ra |
Rb |
Rd |
Re |
Rh |
Ri |
Rj |
Rk |
Rl |
Rm |
Rn |
Ro |
Rr |
Rs |
Rt |
Ru |
Rv |
Rw |
Rx |
Ry |
Rz
 
Ria |
Rib |
Ric |
Rid |
Rie |
Rif |
Rig |
Rih |
Rii |
Rij |
Rik |
Ril |
Rim |
Rin |
Rio |
Rip |
Riq |
Rir |
Ris |
Rit |
Riu |
Riv |
Riw |
Rix |
Riy |
Riz
 
Rieb |
Riec |
Ried |
Rief |
Rieg |
Rieh |
Riek |
Riel |
Riem |
Rien |
Riep |
Rier |
Ries |
Riet |
Rieu |
Riev |
Riew |
Riex |
Riez
Die Liste der Biografien führt alle Personen auf, die in der deutschsprachigen Wikipedia einen Artikel haben. Dieses ist eine Teilliste mit 57 Einträgen von Personen, deren Namen mit den Buchstaben „Rieh“ beginnt.

## Rieh

### Riehe
- Riehemann, Franz (1921–1997), deutscher Politiker (CDU), MdL
- Riehemann, Hans (1888–1979), deutscher Politiker (Zentrum, CDU)
- Riehemann, Hendrik (* 1974), deutscher Schauspieler, Komponist und Sänger
- Riehemann, Joseph (1865–1931), deutscher Gymnasiallehrer

### Riehl
- Riehl, Alois (1844–1924), österreichischer Philosoph
- Riehl, Andreas der Jüngere (1551–1616), schlesischer Porträtmaler
- Riehl, Anton (1820–1886), österreichischer Jurist und Politiker
- Riehl, August (1914–2002), deutscher Schauspieler, Synchronsprecher und Hörspielsprecher
- Riehl, Berthold (1858–1911), deutscher Kunsthistoriker und Professor
- Riehl, Claudia Maria (* 1962), deutsche Germanistin
- Riehl, Elko (1941–1994), deutscher Politiker (SPD), MdA
- Riehl, Elli (1902–1977), österreichische Puppenmacherin
- Riehl, Gustav (1855–1943), österreichischer Dermatologe und Hochschullehrer
- Riehl, Gustav (1894–1981), österreichischer Dermatologe und Hochschullehrer
- Riehl, Hans (1891–1965), österreichischer Nationalökonom, Soziologe und Kunsthistoriker
- Riehl, Hans (1902–1945), deutscher römisch-katholischer Lagerhausverwalter und Märtyrer
- Riehl, Hans (1935–2019), deutscher Historiker und Journalist
- Riehl, Ingeborg (1918–2005), deutsche Theaterschauspielerin
- Riehl, Isolde (1901–1992), österreichische Sängerin
- Riehl, Josef (1842–1917), österreichischer Bauingenieur und Bauunternehmer
- Riehl, Kevin (* 1970), kanadischer Eishockeyspieler
- Riehl, Mady (* 1940), deutsche Schlagersängerin, Schauspielerin, Ansagerin und Fernsehmoderatorin
- Riehl, Nela (* 1985), deutsche Politikerin (Volt)
- Riehl, Nikolaus (1901–1990), russisch-deutscher Nuklearchemiker
- Riehl, Robert (1924–1976), deutscher Bildhauer und Keramiker in der DDR
- Riehl, Rüdiger (1949–2012), deutscher Fischkundler und Autor
- Riehl, Walter (1881–1955), österreichischer Rechtsanwalt und Politiker (DNSAP), Landtagsabgeordneter
- Riehl, Wilhelm Heinrich (1823–1897), deutscher Journalist, Novellist und Kulturhistoriker
- Riehl-Heyse, Herbert (1940–2003), deutscher Journalist und Autor
- Riehle, Dennis (* 1985), deutscher Sachbuchautor, Journalist und psychologischer Berater
- Riehle, Richard (* 1948), US-amerikanischer SchauspielerRichard Riehle (* 1948)

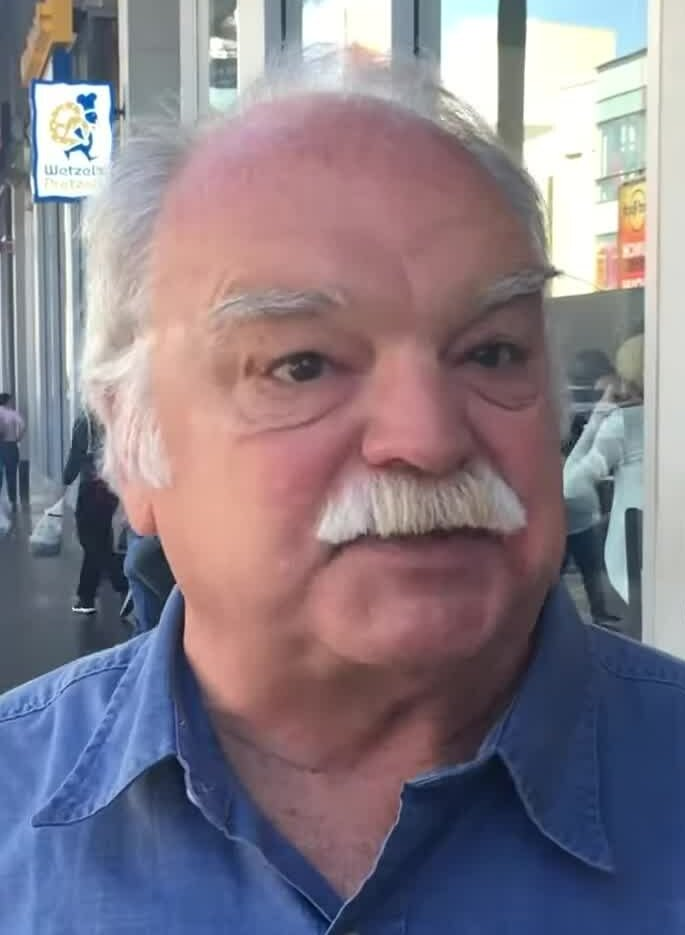
Richard Riehle (* 1948)

- Riehle, Tomas (1949–2017), deutscher Architekturfotograf
- Riehle, Wolfgang (1937–2015), deutscher Literaturwissenschafter
- Riehlman, R. Walter (1899–1978), US-amerikanischer Politiker

### Riehm
- Riehm, Eduard (1830–1888), deutscher evangelischer Theologe
- Riehm, Georg (1888–1946), deutscher Politiker, Mitglied des Provinziallandtages der Provinz Hessen-Nassau
- Riehm, Gottfried (1858–1928), deutscher Gymnasiallehrer und Amateurfotograf
- Riehm, Hans (1902–1984), deutscher Agrarwissenschaftler, Hochschullehrer
- Riehm, Hansjörg (* 1933), deutscher Kinderarzt und ehemaliger Hochschullehrer
- Riehm, Julia (* 1975), deutsche Veterinärmedizinerin
- Riehm, Karl (1891–1983), deutscher Arzt und Forscher auf dem Gebiet der Salzgewinnung
- Riehm, Karl-Hans (* 1951), deutscher Leichtathlet und Olympiamedaillengewinner
- Riehm, Peter-Michael (1947–2007), deutscher Musikpädagoge, Komponist und Musiktheoretiker
- Riehm, Philipp (* 1974), deutscher Soziologe und Professor
- Riehm, Rolf (* 1937), deutscher Komponist
- Riehm, Thomas (* 1973), deutscher Rechtswissenschaftler und Hochschullehrer
- Riehm, Ulrich (* 1952), deutscher Technikfolgenabschätzer
- Riehm, Wilhelm (1885–1934), deutscher Maschinenbauingenieur und Experte für Dieselmotoren
- Riehm, Wolfgang (1896–1971), deutscher Ophthalmologe und Hochschullehrer
- Riehm, Wolfgang (* 1954), deutscher Schauspieler, Off- und Hörspielsprecher
- Riehmann, Hugo (1873–1938), deutscher Politiker (ThLB)
- Riehmer, Wilhelm (* 1936), deutscher Brigadegeneral des Heeres der Bundeswehr

### Riehn
- Riehn, Rainer (1941–2015), deutscher Komponist und Dirigent
- Riehn, Till (* 1986), deutscher Handballspieler
- Riehn, Wilhelm (1841–1920), deutscher Baumeister, Maschinen- und Schiffbauingenieur, Hochschullehrer und Autor

### Riehs
- Riehs, Milan (1935–2012), tschechischer Schauspieler
- Riehs, Otto (1921–2008), deutscher Soldat der deutschen WehrmachtOtto Riehs (1921–2008)

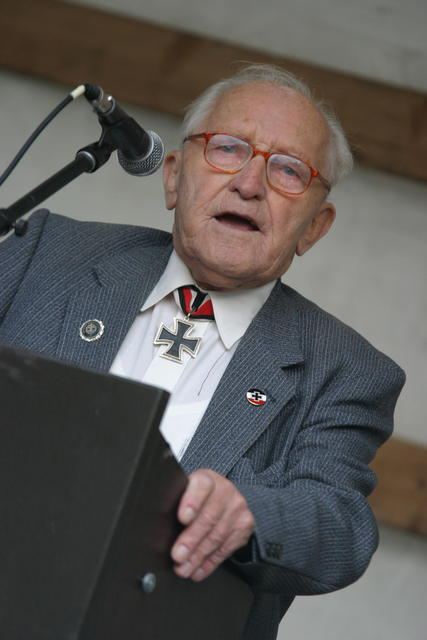
Otto Riehs (1921–2008)